# Мексиканская монументальная живопись

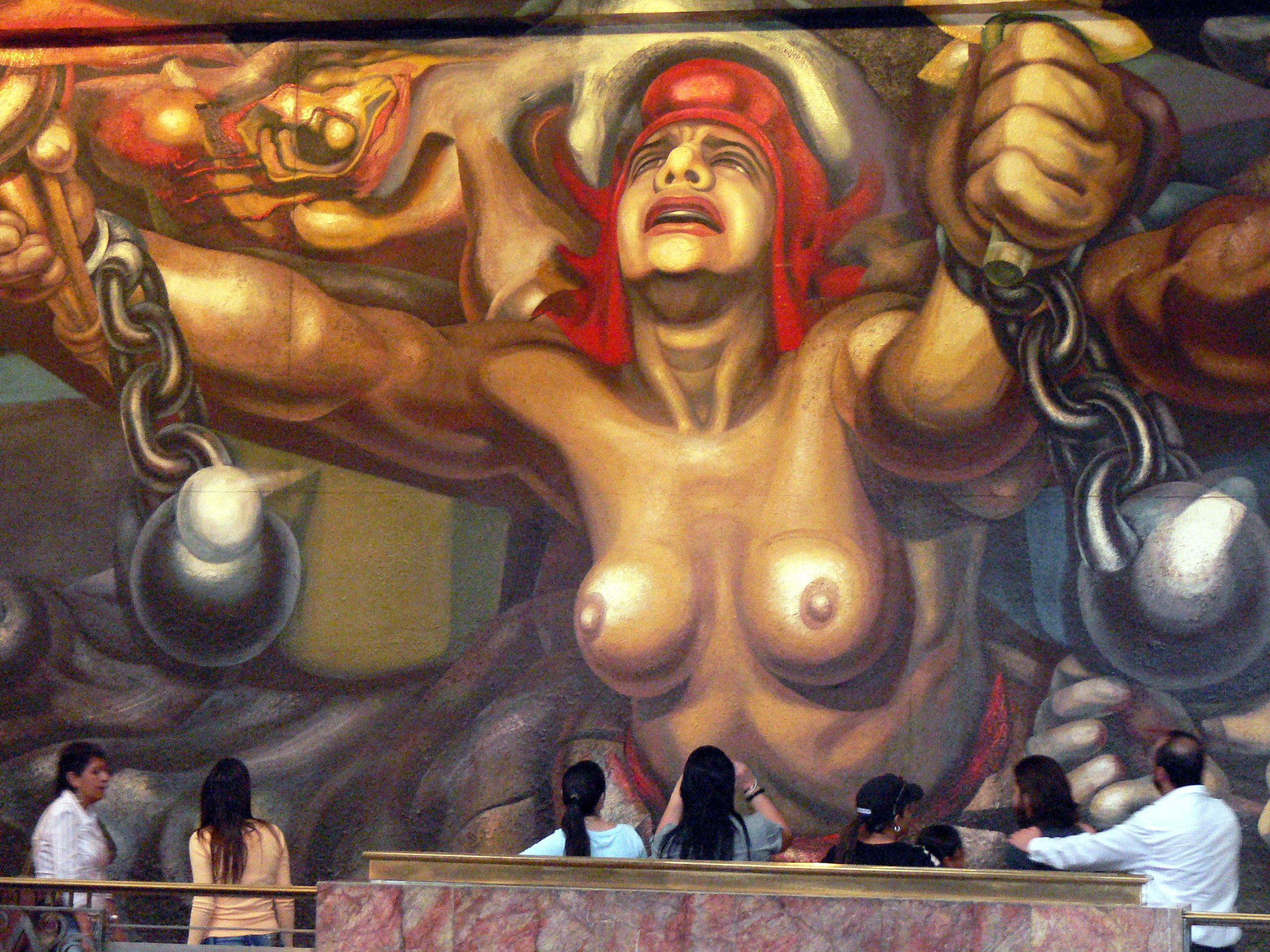
Д. Сикейрос. Фреска «Новая демократия», 1945

Мексиканская монументальная живопись (мексиканский мурализм; исп. mural — фреска) — художественное движение монументальной живописи в Мексике 1920–1970-х годах, фокусировавшееся, как правило, на отражении общественных и политических сообщений в рамках усилий по воссоединению страны под правительством после мексиканской революции. Представители: Диего Ривера, Хосе Клементе Ороско, Давид Альфаро Сикейрос, Руфино Тамайо, Хесус Герреро Гальван, Мигель Коваррубиас, Карлос Мерида. С 1920-х до 1970-х годов на общественных зданиях было создано большое количество фресок с национальными, социальными и политическими посланиями, что положило началом традиции, которая продолжается в Мексике и по сей день и оказала влияние на искусство в других странах Америки, включая Соединенные Штаты, где это послужило вдохновением для художественного движения Чикано.

## История

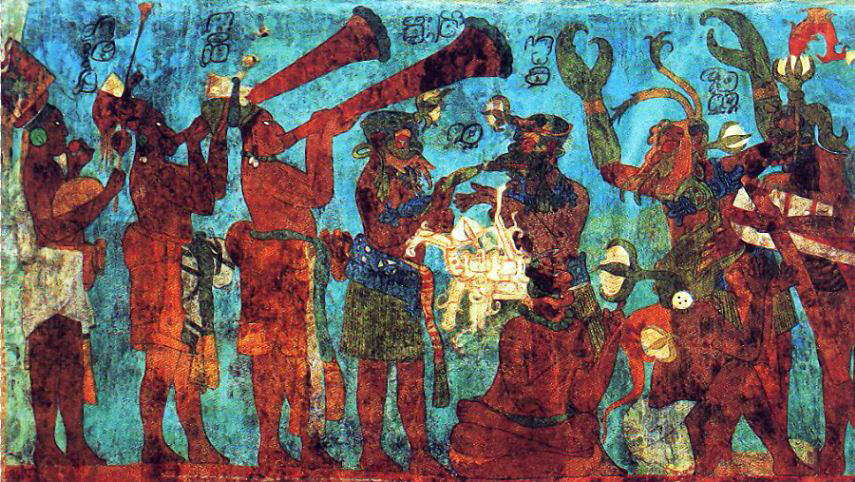
Фреска из Бонампак

Традиция росписи фресок существовала в Мексике, начиная с цивилизации ольмеков в доиспанский период и вплоть до колониального периода, когда фрески в основном использовались для поддержки и укрепления христианской доктрины.  Современная традиция мурализма ведет свою историю с XIX века, когда фреска, преимущественно, служила политическим и социальным целям. Первым мексиканским художником настенной росписи, который начал использовать философские темы в своей работе, был Хуан Кордеро, в середине XIX века. Хотя он в основном работал с религиозными темами и зданиями, такими как купол церкви Санта-Тереза и других церквей, по просьбе Габино Барреды, он написал светскую фреску в Национальной Подготовительной Школе (позже разрушенную).

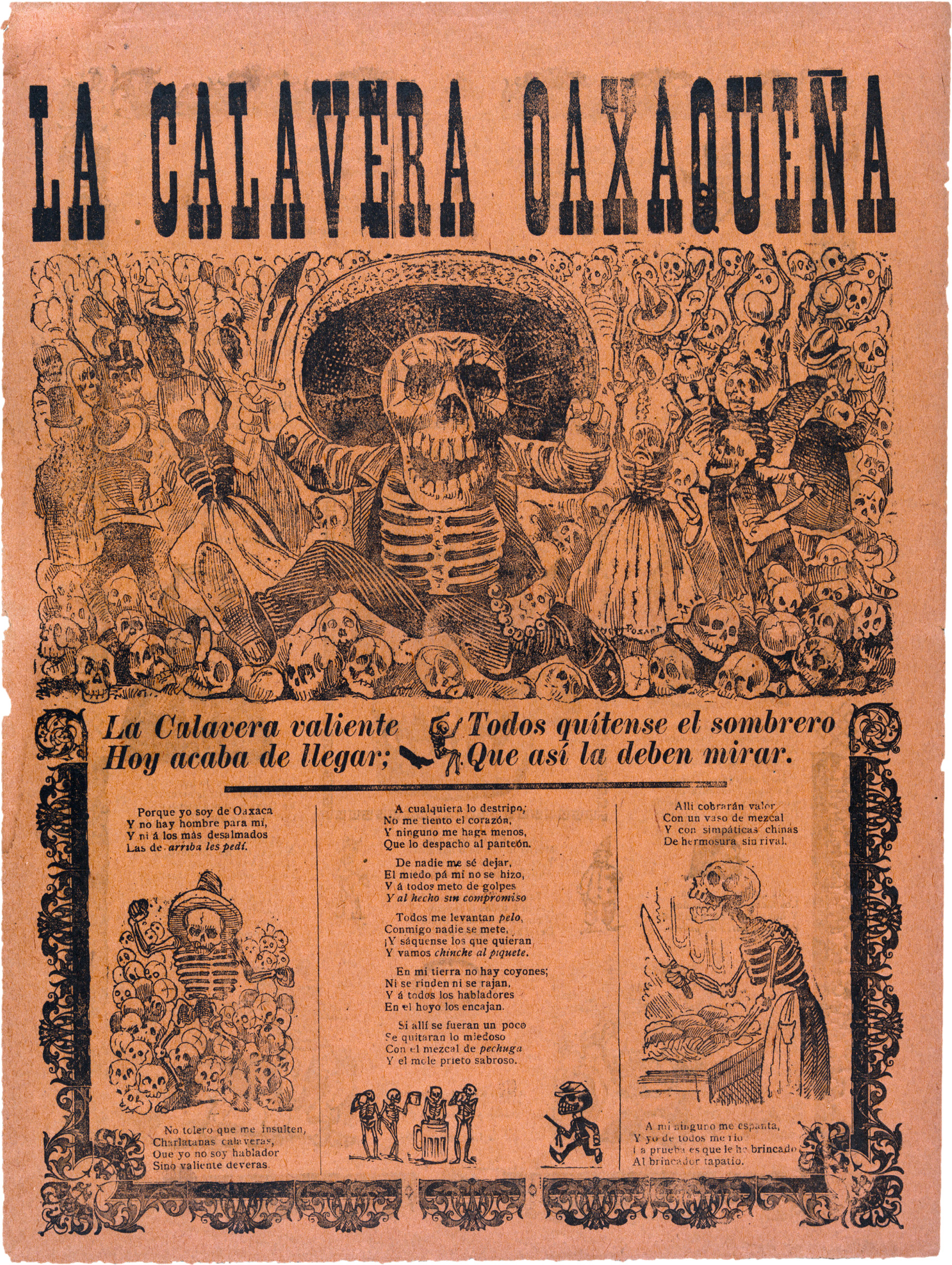
Табличка 1903 года Хосе Гуадалупе Посада

В конце XIX века, в период президентства Порфирио Диаса, правительство активно начала способствовать культурному развитию страны, в том числе поддержало Академию Сан-Карлос и отправило на учебу перспективных художников за границу. Тем не менее, эти усилия не учитывали культуру коренных народов, так как основная цель поддержки была сделать Мексику похожей на Европу. Герардо Мурильо, также известный как доктор Атль, считается первым современным мексиканским монументалистом с идеей, что мексиканское искусство должно отражать мексиканскую жизнь. Академическое обучение и правительственная поддержка способствовали только подражанию европейскому искусству. Атль и другие ранние монументалисты оказывали давление на правительство Диаса, чтобы они могли рисовать на стенах зданий, чтобы избежать подобного формализма. Атль также организовал независимую выставку местных мексиканских художников, пропагандирующих многие местные и национальные темы, а также цветовые решения, которые позже появятся в росписи. Первая современная мексиканская фреска, написанная Атлем, представляла собой серию обнаженных женщин, с использованием «Atlcolor» — краски, изобретенной Атлем незадолго до начала мексиканской революции. Еще одним влиянием на молодых художников позднего порфирийского периода была графическая работа Хосе Гуадалупе Посада, который карикатурировал европейские стили и создавал комиксы на социальную и политическую темы.
Сама мексиканская революция стала кульминацией политической и социальной оппозиции политике Порфирио Диаса . Одной из важных оппозиционных групп было небольшое интеллектуальное сообщество, в которое входили Антонио Куро, Альфонсо Рейес и Хосе Васконселос. Они продвигали популистскую философию, которая совпала с социальной и политической критикой Атля и Посады и повлияла на следующее поколение художников, таких как Диего Ривера, Хосе Клементе Ороско и Давид Альфаро Сикейрос.
Эти идеи приобрели силу в результате мексиканской революции, которая свергла режим Диаса менее чем за год. Тем не менее, последующее десятилетие стало  временем борьбы между различными фракциями, борющимися за власть. Правительства часто менялись после ряда убийств, в том числе убийства Франциско Мадеро, который инициировал борьбу. В начале 1920-х годов этот период закончился однопартийным правлением Институционно-революционной партии (PRI), под руководством Альваро Обрегона. Во время Революции Атль поддерживал фракцию Карранса и продвигал работы Риверы, Ороско и Сикейроса, которые позже станут основателями движения мурализма. Во время войны и до 1921 года Атль продолжал рисовать фрески, в том числе обучать следующее поколение мексиканских художников и монументалистов.
В 1920—1921 годах молодые художники, вдохновленные мексиканской революцией, провозгласили новые идеи. Искусство должно было обращаться к народу и поднимать его на революционную борьбу, быть национальным, возрождать древнюю культуру индейцев и быть массовым. Так звучали положения «Декларации революционного синдиката работников техники и искусства», который учредили Сикейрос, Ривера, Ороско, Герреро, и др.  В 1930-е годы мурализм приобрел воздействие на искусство других стран Латинской Америки. С рубежа 1940—1950-х годах он развивается как часть ансамбля, который образуют архитектура, живопись, скульптура и ландшафт.